# Lucia de Berk
Pour les articles homonymes, voir de Berk.
Lucia de Berk (née le 22 septembre 1961 à La Haye) est une infirmière néerlandaise victime d'une erreur judiciaire provoquée entre autres par une mauvaise utilisation des statistiques et des probabilités.

## Premières années
Lucia de Berk est une infirmière pédiatrique diplômée, diplôme qu'elle a obtenu à La Haye ; pour pouvoir intégrer cette école elle a cependant falsifié un diplôme d'un lycée canadien,. De plus elle s'est prostituée au Canada lorsqu'elle avait 17 ans,.
Après l'obtention de son diplôme d'infirmière, elle exerce d'abord à l'hôpital de la Croix Rouge puis à l'hôpital pédiatrique Juliana ; c'est là qu'elle travaille lorsque l'affaire éclate.

## Accusation

### Faits reprochés
Il est remarqué en 2001 que, lors de plusieurs décès ou réanimations à l'hôpital Juliana, Lucia de Berk était de service : pendant les 9 mois durant lesquels de Berk y a travaillé, on a compté 8 événements suspects (6 décès et 2 réanimations), tous supposément pendant les périodes de service de Lucia de Berk. Bien qu'aucun de ces événements n'ait initialement suscité d'attention particulière, ils sont tous requalifiés en mort non naturelle dès le début de l'affaire. Deux cas retiennent principalement l'attention : Amber, un nourrisson de 6 mois gravement malade et dont le cadavre contenait des teneurs anormales de digoxine alors qu'on ne lui en prescrivait plus depuis deux mois ; et Achmad, petit garçon tombé dans le coma à la suite d'une surdose d'hydrate de chloral (qui lui avait pourtant été prescrit par un neurologue de l'hôpital). Dans tous les autres cas dits suspects l'accusation n'était pas en mesure d'expliquer en quoi le décès n'était pas dû à une cause naturelle, et encore moins que de Berk y était pour quoi que ce soit. De Berk a été accusée d'avoir choisi pour victimes des musulmans, dont les familles refuseraient toute autopsie pour des raisons religieuses.

### Raisonnement statistique
L'accusation demande une expertise statistique pour étayer les charges contre Lucia de Berk. Celle-ci est effectuée non par un statisticien professionnel mais par Henk Elffers, professeur de droit titulaire d'une licence de statistiques. Celui-ci va alors étudier les événements suspects ayant eu lieu à l'hôpital Juliana et dans les deux services de l'hôpital de la Croix Rouge et les mettre en rapport avec la présence ou non de Lucia de Berk lors de ces événements. À l'aide de trois tests de Fisher il trouve que les probabilités qu'une même infirmière soit présente par hasard durant autant d'événements suspects est de {\displaystyle {\frac {1}{350000}}} pour l'hôpital Juliana, {\displaystyle {\frac {1}{14}}} et {\displaystyle {\frac {1}{73}}} pour les deux services de l'hôpital de la Croix Rouge. En multipliant ces probabilités entre elles, il obtient un résultat global de {\displaystyle {\frac {1}{342000000}}}, d'où il conclut à la culpabilité de Lucia de Berk.

## Fautes de procédure
Les erreurs de raisonnement ont été nombreuses pendant l'affaire. On peut en particulier citer :
- Une définition fallacieuse des cas suspects : ceux-ci ayant tous été considérés comme naturels au moment où ils sont survenus, seules des situations durant lesquelles Lucia de Berk était présente ont été qualifiées de suspectes.
- Une liste des cas suspects fluctuante : au premier procès Lucia de Berk est condamnée pour 4 meurtres et 3 tentatives, en appel pour 7 meurtres (trois des quatre pour lesquels elle avait été précédemment condamnée, l'une des quatre accusations de meurtre ayant été abandonnée, et quatre nouveaux cas) et 3 tentatives. Les avocats de la défense ont réussi à montrer que dans plusieurs cas, l'accusée n'était en fait pas présente à l'hôpital au moment du décès.
- Le calcul de Henk Elffers, et notamment son produit de probabilités non-indépendantes, était erroné. Il n'a de plus jamais été corrigé au fur et à mesure des changements de listes de cas suspects.
- Le fait que le petit Achmad soit mort à cause d'une erreur de prescription alors que Lucia de Berk était absente n'a pas été considéré comme suspect, alors que son coma à cause d'une overdose de médicaments en la présence de l'infirmière l’a été.
- Le fait qu'une analyse complémentaire effectuée dans un laboratoire de Strasbourg ait montré que pour la petite Amber, la concentration en digoxine n'était finalement pas anormale. Cette analyse a été ignorée par la Cour suprême des Pays-Bas.
- Le fait que, durant les 9 mois précédant ceux où Lucia de Berk avait travaillé à l'hôpital Juliana, il y ait eu un mort de plus que lorsqu'elle y travaillait, ce qui ne cadre pas avec l'hypothèse d'arrivée d'une tueuse en série au sein de l'hôpital.

## Conditions de détention
Entre sa première condamnation à la prison à vie et le début du procès en révision en 2008, Lucia de Berk passe 6 ans en prison. Elle y fait un accident vasculaire cérébral qui n'est pris en charge que 10 heures plus tard ; elle en garde une paralysie du côté droit du corps.

## Révision du procès
Un frère et une sœur, Ton Derksen (nl) et Metta de Noo, proches de certains protagonistes de l'affaire (Ton Derksen est l'époux de la pédiatre en chef de l'hôpital Juliana) enquêtent sur l'affaire à titre privé, alertés par le manque de rigueur scientifique des qualifications des décès suspects. Ils attirent des statisticiens professionnels, dont Richard Gill, dans leur sillage et parviennent à soulever suffisamment d'éléments à décharge pour provoquer en 2008 la révision de la condamnation de Lucia de Berk. Au terme de ce dernier jugement, Lucia de Berk est innocentée en 2010.